# جمال هيرنغ
جمال هيرنغ (بالإنجليزية: Jamel Herring)‏ (مواليد 30 أكتوبر 1985) هو ملاكم أمريكي، مثّل بلاده في الألعاب الأولمبية الصيفية 2012.

## روابط خارجية
جمال هيرنغ على موقع بوكس ريك (الإنجليزية) (registration required)
- جمال هيرنغ على موقع اللجنة الأولمبية الدولية (الإنجليزية)
- جمال هيرنغ على موقع أوليمبيديا (الإنجليزية)